# Ingrida Šimonytė
Ingrida Šimonytė (Vilna, 15 de noviembre de 1974) es una economista y política lituana. Fue la 14º primera ministra de Lituania desde 2020 hasta 2024.

## Trayectoria
Šimonytė es una política independiente, fue nombrada ministra de finanzas del segundo gabinete de Andrius Kubilius, del 2009 al 2012, cuando renunció a su carrera al ser nominada a vicepresidenta del Consejo del Banco de Lituania. Paralelamente a sus funciones, impartía clases de economía en Instituto de Relaciones Internacionales y Ciencias Políticas de la Universidad de Vilna, y finanzas públicas en Universidad de Administración y Economía ISM.
Šimonytė renunció el 31 de octubre de 2016 para asumir sus funciones como miembro del Seimas, ya que fue elegida en el distrito electoral de Antakalnis en las elecciones legislativas lituanas de 2016.
El 4 de noviembre de 2018, se ganaron las primarias del partido Unión de la Patria (78,71% contra Vygaudas Usackas) para las elecciones presidenciales de 2019.

### Primera ministra
Como ningún partido o coalición electoral logró la mayoría absoluta en las elecciones legislativas lituanas de 2020 se formó un gobierno de coalición. El 15 de octubre, cuatro días después de la primera vuelta, los líderes de la Unión Patriótica - Democristianos Lituanos, el Movimiento Liberal y el Partido de la Libertad formó un gobierno de coalición encabezado, como primera ministra, por Ingrida Šimonytė, que tomó posesión del cargo el 25 de noviembre de 2020. Es la segunda mujer que ocupa el cargo, después de Kazimira Prunskienė.
En octubre de 2023, Šimonytė anunció que volvería a presentarse a la presidencia en las elecciones presidenciales de 2024, que volvió a perder ante Gitanas Nausėda. En agosto de 2024 G. Nausėda firmó un decreto nombrando Primer Ministro a I. Šimonytė.
Además de su nativo lituano, Šimonytė habla inglés, polaco y ruso, así como sueco básico.